# Tierra de nadie (álbum de Ana Gabriel)
Tierra de nadie es el título del cuarto álbum de estudio grabado por la cantautora mexicana Ana Gabriel. Fue lanzado al mercado bajo el sello discográfico CBS Discos el 15 de noviembre de 1988. El álbum fue dirigido y producido de nueva cuenta por el español Mariano Pérez Bautista, quien ya trabajó en el álbum anterior de la artista Pecado original (1987). Con este disco alcanzó el reconocimiento internacional y el puesto # 1 en los Latin Pop Albums de la revista Billboard. Permaneció en las listas de popularidad durante 73 semanas. Se vendieron 4 millones de copias en todo el mundo. El álbum recibió un Premio Lo Nuestro al Álbum Pop del Año en 1990. Forma parte de la lista de los 100 discos que debes tener antes del fin del mundo, publicada en 2012 por Sony Music.

## Lista de canciones
| Tierra de nadie |                                |                                                                     |          |  |
| N.º             | Título                         | Escritor(es)                                                        | Duración |  |
| 1.              | «Simplemente amigos»           | Ana Gabriel                                                         | 3:49     |  |
| 2.              | «Es el amor quién llega»       | Mariano Pérez · Carlos Gómez                                        | 3:49     |  |
| 3.              | «Soledad» (Solidão)            | Carlos Colla · Chico Roque Adapt: al español: Ana Gabriel           | 4:17     |  |
| 4.              | «Por ti»                       | Ana Gabriel                                                         | 3:52     |  |
| 5.              | «Voy por ti»                   | Mariano Pérez · José Antonio García Morato · Juan Carlos Nieto Chao | 4:30     |  |
| 6.              | «Tierra de nadie»              | Mariano Pérez · María Rosario Ovelar                                | 4:06     |  |
| 7.              | «Contigo»                      | Ana Gabriel                                                         | 3:53     |  |
| 8.              | «No digas no» (Não diga adeus) | Michael Sullivan · Paulo Massadas Adapt: al español: Ana Gabriel    | 4:28     |  |
| 9.              | «Qué puedes hacer por mí»      | Ana Gabriel                                                         | 3:36     |  |
| 10.             | «Recuerdos»                    | Ana Gabriel                                                         | 3:30     |  |
| 39:29           |                                |                                                                     |          |  |

© MCMLXXXVIII. Sony Music Entertainment (México), S.A. de C.V.

## Posicionamiento en las listas
| Lista (1989/1990)               | Máxima posición |
| ------------------------------- | --------------- |
| U.S. Billboard Latin Pop Albums | 1               |

### Sucesión y posicionamiento
| Predecesor: Raíces de Julio Iglesias | U.S. Billboard Latin Pop Albums — Álbum N°. 1 18 de noviembre de 1989 - 23 de febrero de 1990 | Sucesor: Lambada de Kaoma |